# 旧荒川

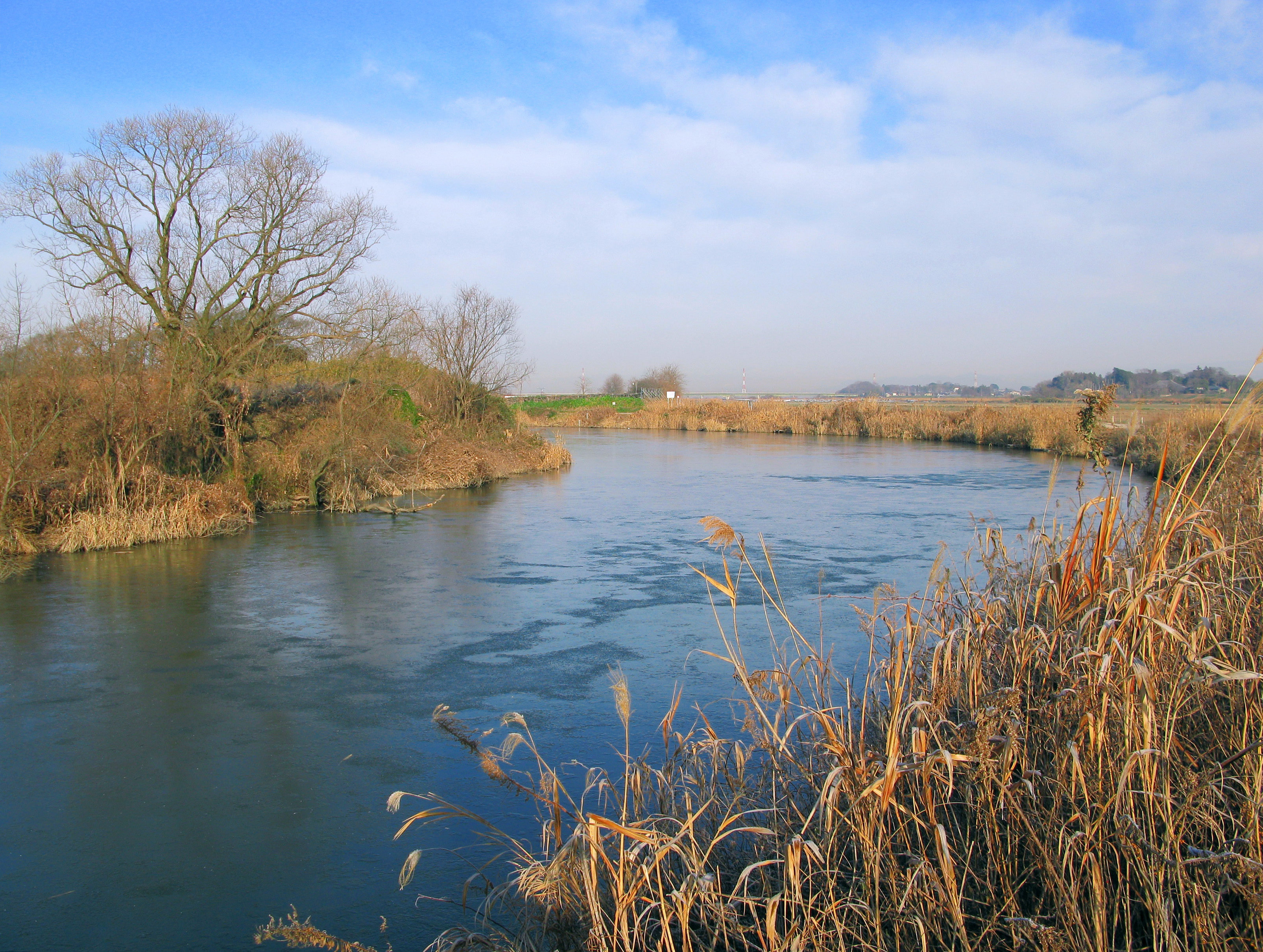
桶川市と川島町の境にある旧荒川

旧荒川（きゅうあらかわ）は、埼玉県鴻巣市と吉見町の間を流れる河川と桶川市と川島町の間を流れる河川。荒川の旧河道にあたる。また、隅田川やびん沼川なども旧荒川の一部であり、これらを指す場合もある。

## 概要

### 鴻巣市・吉見町間の旧荒川
現河道の右岸側に3 kmほどの旧河道が現在も埋め立てられず河跡湖や河川として残っている。所在地から明秋湖とも、埼玉県道27号東松山鴻巣線を挟んで北から順に明秋・鎌虎・蓮沼とも呼ばれ釣り場として利用されている。
瀬替え以前は和田吉野川の流路であったとされ（利根川東遷事業も参照）、周辺地域では河道が蛇行していたことから水害が頻発していた。そのため、明治後期になり洪水氾濫対策として旧河道を堰き止め、新たに現河道を掘削した。また、流路を寸断するように横堤2本が設置されている。2010年、吉見町では蓮沼新田・高尾新田・久保田新田地域の流路について堤防建設のため一部の埋め立てを求める意見書が町議会で採択された。付近は川幅日本一としても知られている。

### 桶川市・川島町間の旧荒川

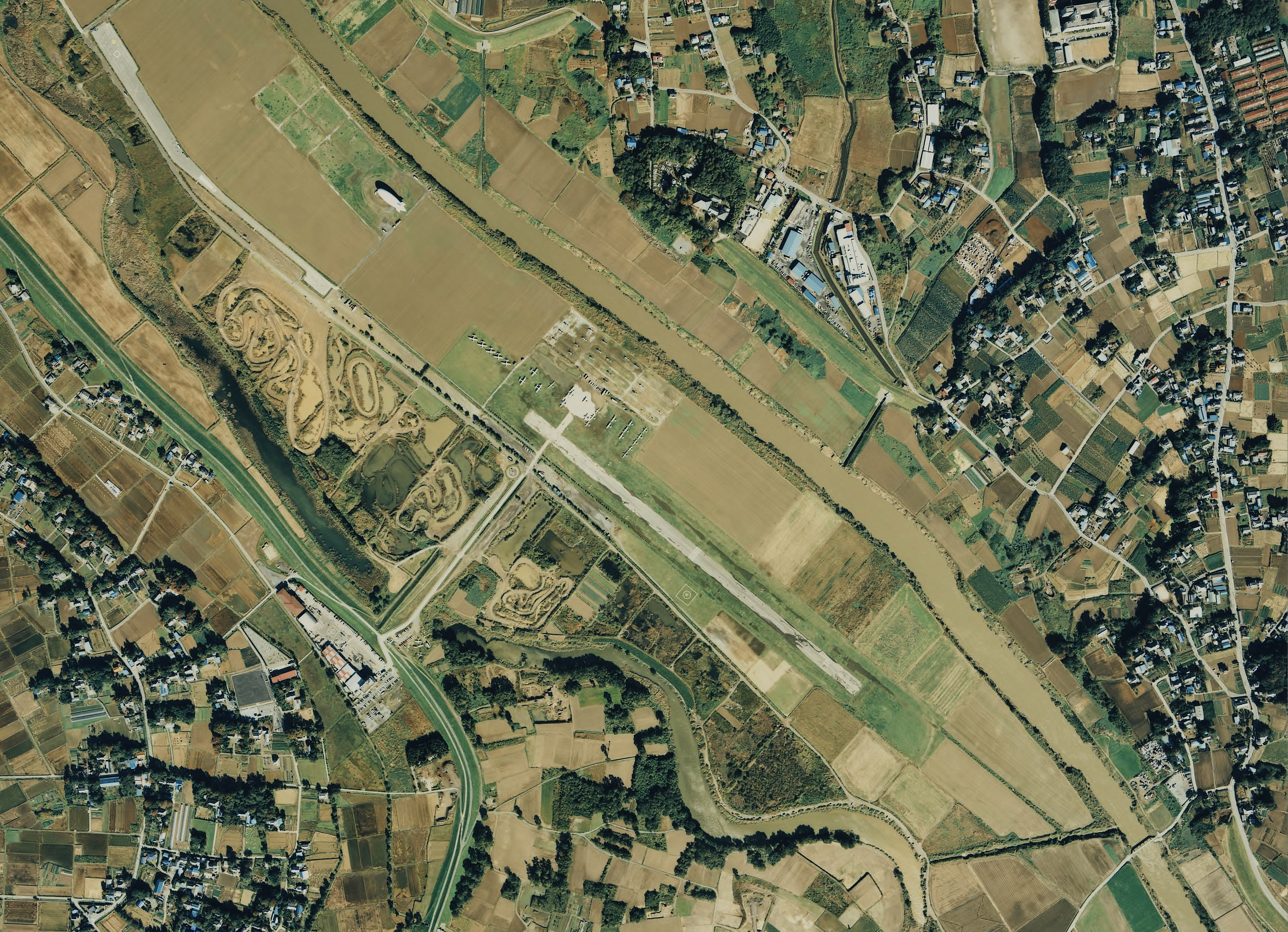
航空写真

現河道はホンダエアポートを挟んで西側にある。こちらは河川と言うより河跡湖のようになっている。北から上池・中池・下池と呼ばれている。中池と下池は飛行場沼や川田谷沼とも呼ばれ、釣り場として利用されている。また、こちらも流路を寸断するように横堤2本が設置されている。瀬替え以前は市野川の流路であったとされる。自然再生推進法に基き、荒川太郎右衛門地区自然再生事業が進められている。

## 旧荒川にあたる場所
旧荒川の名称が残る部分以外にもいくつか旧河道が現存する個所がある。さらに遡れば元荒川や綾瀬川も荒川の本来の流路である。
- 大芦橋が架かる荒川の右岸側に河跡が残る。概ね熊谷市と鴻巣市の境界を成している。
- 石屋下沼 - 北本市の城ヶ谷堤付近[11]。上流側の荒井橋周辺にも河跡が残る。概ね吉見町と北本市の境界を成している。
- 市野川の合流点付近 - 現在は市野川の河道の一部となっている。
- 三ツ又沼ビオトープ - 上尾市平方と川島町・川越市との境に河跡湖が残る[12]。
- 川越グリーンパーク（上江橋西詰）周辺 - 現在は麦生川(古川排水路)の一部となっている。
- びん沼川
- 鴨川の合流点付近 - 以前は鴨川の河道の一部であったが、鴨川の新河道の開削に伴ない埋め立てられた。概ねさいたま市と朝霞市との境界を成している。
- 道満河岸 - 彩湖・道満グリーンパーク内に河跡が残る。
- 浮間周辺の新河岸川
- 浮間公園の浮間ヶ池
- 隅田川